# Jean-Clair Todibo
Jean-Clair Dimitri Roger Todibo (Caiena, 30 de dezembro de 1999) é um futebolista francês que atua como zagueiro. Atualmente joga pelo West Ham, emprestado pelo Nice.

## Carreira

### Toulouse
Foi contratado pelo Toulouse em 2016, vindo do Les Lilas. Estreou na Ligue 1 no dia 19 de agosto de 2018, contra o Bordeaux, jogando os 90 minutos na vitória por 2 a 1. Já no dia 1 de setembro, contra o Guingamp, ele foi expulso aos 26 minutos na vitória por 2 a 1.[carece de fontes?] Ele jogou dez partidas no clube e fez um gol, no dia 30 de setembro, num empate em 1 a 1 contra o Rennes.
O atleta ficou sem atuar pelo clube francês desde novembro de 2018, quando optou por não renovar com o Toulouse.

### Barcelona
Em 8 de janeiro de 2019, Todibo chegou a um acordo com o Barcelona, que o contrataria em uma transferência gratuita, e só chegaria em julho de 2019, quando seu contrato com o Toulouse expiraria. No entanto, o Barça adiantou a transferência e ele chegou ao clube no dia 31 de janeiro. O zagueiro recebeu a camisa número 6.
| “ | Estou muito feliz por assinar com o Barcelona. É mais que um clube e agradeço pela sua confiança. Será uma nova etapa na minha carreira e vou me dedicar a conseguir grandes coisas. Neste momento, sou jogador do Toulouse e estou disposto a ajudar meus companheiros enquanto estiver no clube - disse o zagueiro. | ” |

#### Empréstimos
Após ser emprestado a Schalke 04 e Benfica, foi emprestado ao Nice no dia 2 de fevereiro de 2021.

## Seleção Nacional
Todibo estreou pela Seleção Francesa Sub-20 no dia 16 de novembro de 2018, em um empate por 1 a 1 com a Suíça, em Cartagena, na Espanha.[carece de fontes?]

## Estatísticas
Atualizadas até 4 de maio de 2019.

### Clubes
| Clube             | Temporada         | Campeonato nacional | Campeonato nacional | Copa nacional | Copa nacional | Competições continentais | Competições continentais | Outros torneios | Outros torneios | Total | Total |
| Clube             | Temporada         | Jogos               | Gols                | Jogos         | Gols          | Jogos                    | Gols                     | Jogos           | Gols            | Jogos | Gols  |
| ----------------- | ----------------- | ------------------- | ------------------- | ------------- | ------------- | ------------------------ | ------------------------ | --------------- | --------------- | ----- | ----- |
| Toulouse B        | 2016—17           | 1                   | 0                   | —             | —             | —                        | —                        | —               | —               | 1     | 0     |
| Toulouse B        | 2017—18           | 8                   | 0                   | —             | —             | —                        | —                        | —               | —               | 8     | 0     |
| Toulouse B        | Total             | 9                   | 0                   | —             | —             | —                        | —                        | —               | —               | 9     | 0     |
| Toulouse          | 2018—19           | 10                  | 1                   | 0             | 0             | 0                        | 0                        | —               | —               | 10    | 1     |
| Barcelona         | 2018—19           | 2                   | 0                   | 0             | 0             | 0                        | 0                        | 0               | 0               | 2     | 0     |
| Total na carreira | Total na carreira | 21                  | 1                   | 0             | 0             | 0                        | 0                        | 0               | 0               | 21    | 1     |

## Títulos
Barcelona
- La Liga: 2018–19